# コータローまかりとおる!の登場人物
コータローまかりとおる!の登場人物では、蛭田達也の漫画『コータローまかりとおる!』『新・コータローまかりとおる! 柔道編』『コータローまかりとおる! L』に登場する人物について述べる。
※肩書き年齢などは初登場時の物。

## 主要人物
新堂 功太郎（しんどう こうたろう）
本編の主人公で、初出は第1部。私立鶴ヶ峰学園に通う高校2年生。腰まで届く長髪が特徴。非常に明るい自信家で目立ちたがりでスケベ。だが、一度落ち込むとかなり沈む。かなりのトラブルメーカーで、一度動けばたちまち周囲を巻き込みながらの大騒動に必ず発展する。趣味は「のぞき」と「パンティー収集」。脚力はフルマラソンを中距離走のペースで完走でき、逆立ちで走っても20Kmはいける（3Kmくらいなら並みの陸上選手より速い）。握力は110以上・肺活量は7000CC以上。戦国時代の忍者・新堂ノ小太郎の直系の子孫とされ、初期の頃はよく煙玉等の忍者風小道具を使っては失敗（自爆）していた。
新堂空手道場の一人息子であり、自ら新しい流派「極端流」を立ち上げ、鶴ヶ峰学園で極端流空手部の主将を務める（ただし連載当初の部員は功太郎のみ）。天性の空手の達人であるが、「空手が地上最強ではなく自分が地上最強」と主張。主体の空手技の他にもプロレス技等を混ぜた型にとらわれない我流を使う。武道家としては小柄な体格のため、非力さを補うために変則的な技を使うとされているが、それはあくまで百太郎やアンドレなど功太郎と同レベル以上の人間を相手にしたときの話である。普通の人間に対しては力負けすることはまずなく、体重290kgの鬼式にも押し勝っている。また空手には空手、柔道には柔道など相手のフィールドで戦って勝つことを信念とする。他者の技を真似て、それを自分の物として使いこなす能力に長ける。またリズム感が飛びぬけており、ドラムを叩けば天才ギタリストのスティーヴからは百年に1人の天才とお墨付きをもらうほど。
鍵開けの特技を持つ。よくやる宴会芸は局部を使った「蘇る死体」。
軽佻浮薄に見えるが、実は人一倍義に厚く勇敢。また覗きやパンティ収集は見境無く行っているものの恋愛対象としては幼い頃より麻由美一筋であり、麻由美のピンチには超人的な能力を発揮する。この力は親友・知り合いがピンチでも同様である。ただし、その溢れる行動力は良くも悪くも空気を読まないため（ただ、悪い方向で空気を読まないことがほとんど）、時に人を強く傷付けてしまうことも多い。また、天光寺には友情以上のものを感じており、天光寺が瀕死となった時にはかなり動揺し、泣きながら「あいつ大丈夫だよな　死なないよな」と麻由美にすがるような物言いをした。
両親が留守にしており（1部では理由が世界ケンカ旅行だったが、2部以降では新堂流 LA 支部にいることになっている）、麻由美に食事の世話をしてもらうことが多い。特に麻由美が作った肉団子が大好物。
とんでもない悪筆で字が凄まじいほど汚く、そのあまりの字の汚さは自身以外に読める者がいない。果たし状をまともに書けないばかりか、留年の危機に際して麻由美が貸してくれた宿題のノートを丸映しするも誰にも読めず、「悪ふざけ」と断じられて無効（未提出扱い）になり、留年を招いた（因みに麻由美のノートは彼女の家の崩落と火災で焼失したため、麻由美と天光寺もとばっちりで留年になった）。
空手校内予選の成績は3勝1引分、代表戦2勝。
映画では黒崎輝が演じた。

渡瀬 麻由美（わたせ まゆみ）
功太郎の隣に住む幼馴染の美少女で、初出は第1部。第7部で家が壊れて以降は、父と共に新堂道場に居候している。功太郎と同じく鶴ヶ峰学園の2年生のクラスに在籍している。華道部に所属し、風紀委員会第七班々長。風紀委員として頭髪違反者功太郎を取り締まろうとするが、成功したことがない。功太郎追跡時は太ももに散髪用の鋏を携帯している。正義感が強いがかなりのお転婆。また猫好きである。
功太郎とは相思相愛でお互いのためならば自分の命を差し出すことも全く躊躇しないほど深い愛を抱いているが、お互いに言い出せずにいる。これまでに何度か互いに気持ちを打ち明けたことはあるものの、その都度相手が記憶喪失だったり酒に酔っていたり洗脳状態だったりで、まともに伝わったことは一度もない。が、なんとなく本人同士はわかっている模様。ただし周囲は二人の関係をよく理解しており、本人は関係を後押しされることを恥ずかしさで嫌がったりと半ば意地になっている。
運動神経はかなり良く、空手・柔道とも数週間の練習でかなりの実力を身につけていた。特に柔道編では男子の全国トップクラスの選手を破るなど活躍を見せた。
第2部でクララの身代わりを演じるために英会話を猛特訓したため英語はネイティブ並に精通している。
功太郎がままごとの泥団子を食べ、死にかけたことをきっかけに、4歳時から料理の修業を積んでおり、その腕はプロ級。またうれしいことがあるとごちそうを造る。天光寺曰く「新堂学の権威」。
映画では新人女優の千原麻里が演じた。
天光寺 輝彦（てんこうじ てるひこ）
功太郎の良きライバルであり親友で、初出は第1部。鶴ヶ峰学園2年。風紀委員特別機動隊々長で、委員会一の腕利き。武士を自認し、木刀としても使用可能な仕込み刀を携帯している。
家伝の剣術である天光流抜刀術の使い手で、一刀の元に大木を両断する「樹断の太刀」、人体の一点を見切り内臓を傷つけることもなく貫いて仮死状態にする「不殺剣」などさまざまな剣技を会得している。また武士の嗜みとして剣術以外にも武道十八般心得があり、空手、柔道共黒帯（最低でも「二段以上」）の腕前。身体能力に関しても功太郎と遜色ないものをもっている。
和装を愛しており、下着は常に褌。洋装の必要時に、和服の上から洋服を着込んだこともある程こだわりを持っている。徹底的な国粋主義者で服装だけでなくあらゆる点で純日本のものしか受け入れず、ちょっとした外来語（「アイドル」など）も分からないし、拳銃も引き金を引くことすら分からず銃身を放り投げる飛び道具として使う。しかし『L』では携帯電話を所有し如月と「める友」であることを明らかにし、功太郎たちを驚かせた。
連載初期に功太郎に感電させられて以降、乾電池を握るなどして身体に通電すると頭部が発光する特殊体質となった。暗い場所では明りとして重宝されるほか、相手の意表を突く手段としても利用される。なお、当然のことながら電流によって攻撃するスタンガンの類も（頭が光る以外は）効果がない。
本人曰く「剃っているだけ」のスキンヘッド（真偽は不明だが、麻由美からも「産毛の0.1mm生えているところも見たことない」と言われている）で、その色艶は輪切りレモンを使った「レモンパック」で守られている。「ハゲ」と呼ばれることを極端に嫌い、禿呼ばわりされるたびに躍起になって否定し、誰彼構わず切りつけるほか、それが蘇生のきっかけになったこともある。このこともあって、彼が重傷を負った際には「心臓止まりかけたらハゲ連呼しろ」と言われていて、麻由美からも「死んでも生き返る」と妙な信頼をされている。功太郎や典善をはじめ口の悪いキャラからは「ハゲ」や「ハゲ天」と呼ばれることが多い。
連載開始当初はドタバタギャグの敵役だったが、内容がシリアスに移行するにつれ、ライバル兼親友として親交を深めていく。功太郎がこの関係を大事にしているため、常に真剣勝負をはぐらかされており（洗脳状態除く）、功太郎との真剣勝負を果たした者に対し「私の方が先口だ!」と激しい嫉妬心を燃やし、功太郎からも「一生後回しにしてやる」と言われている。そのためか余人には理解しにくい複雑な関係になっている。ただD地区編で功太郎が痛めつけられていた所に駆け付けた際は涙を流しながら「よくも我が友を！」と凄まじい殺気を発し、功太郎を痛めつけなぶりものにした砂土屋を殺してやると激高したり、身を挺して功太郎を守ったりと親友以上の関係。
歴代の愛刀は村生（むらなま）、魅雄（みお）、村さ来（むらさき）、村叢（むらむら）。他、名前のでてきていない刀もあり。
空手校内予選に極端流の助っ人として参加、成績は4戦全勝。
映画では大葉健二が演じた。大葉は本役のためにスキンヘッドにしており、翌年の『影の軍団IV』や『宇宙刑事シャイダー』にもスキンヘッドで出演している。大葉が出演した映画『キル・ビル』では、本作で使われた「ハゲではない、剃っているだけ」と大葉がいうセリフがある。

如月 剣次（きさらぎ けんじ）
コータローと知り合った中国拳法家で、初出は第3部。
本名は「良美」（よしみ）だが、女のような名前を嫌い剣次を名乗る。中国拳法の使い手で、「発勁」などの技を会得しており、「九節棍」という武具も使う。とても真面目な性格で、普段は無愛想だが友人と認めた相手や守るべき仲間に対しての義に厚く、その分敵に対しては、誰よりも冷酷になることができる。女性に対する免疫が低くすぐに鼻血を吹き出し貧血に陥る。特に恋心を抱く麻由美に対しては弱い。D地区において功太郎、天光寺と知り合い、サイクロプスとの戦いの中で熱い友情を交わす。功太郎・天光寺とも互角の実力を持つが、その性格故かやられ役になってケガ人となることが多い。D地区で知り合った麻由美に想いを寄せているが、功太郎と麻由美の深い絆を誰よりも理解しているために、その想いを心の中に沈めている。功太郎は当初、髪型が岩崎宏美に似ているからと「ヒロミちゃん」と呼んでいたが、兄の名前が「ヒロミ」であったため、「ヒロミの下だからヨシミ」（岩崎宏美の妹岩崎良美から）と偶然本名の「ヨシミちゃん」と呼ぶようになる。

鹿斗 典善（しかと てんぜん）
鶴ヶ峰学園50年生で団員数300を誇る応援団々長であり、初出は第4部。非常に小柄な体格であるが、空手の達人で功太郎や天光寺を簡単にあしらうほどの実力の持ち主。自らの小さな体格を逆に活かし、型に捕われない独自の空手「自由流」と名付ける。自分と非常によく似た戦い方をする功太郎を後継者に選び、自らあみだした必殺技「百人拳」を伝授する（ただし功太郎は「弟子」と言われるのを否定している）。応援団々長でありながら対立する他部の部員に肩入れした落とし前をつけるために学園を退学したが、「柔道編」で再入学して「一年生」となる。功太郎に輪を掛けたスケベ。髪で隠された左目は『ゲゲゲの鬼太郎』の目玉親父の形をした義眼。蛇骨会の創設者。実は相当な資産家で、山中に巨大な邸宅を構えて美人のメイドを多数はべらせ、ヘリコプターで通学する。テレビ局も所持。酔っぱらうと空中浮遊する。

後 百太郎（うしろの ももたろう）
第4部より登場したキャラクターで、応援団副団長で典善の片腕と呼ばれる。典善の退学後も変わらず典善を団長と呼び、自分は団長代行を務める。空手の高段者。学年、年齢は不詳だが初登場と同じ年に免許を取得していることから少なくとも18歳以上。典善に心酔しており、典善に後継者として選ばれた功太郎に嫉妬し対立するが、空手校内予選決勝にて後に伝説と呼ばれる大勝負を演じ、以後は天光寺と同様にライバル兼親友となる。
空手の試合に限って言えば、功太郎に匹敵するレベルの実力者であり、武道家として理想的な体格をしており運動神経も優れているが、応用力に欠ける「空手至上主義」と言った人物で、天光寺とは違って空手以外はまったくやったことがない（本人曰く、「空手より弱い武道などやる意味がない」）。
典善が冗談で教えた「ビール瓶ドミノ倒し」などの下らない宴会芸を真面目に練習し、会得してしまうなどのかなりの堅物。ひそかに由利栄に惚れていたため狂死郎を目の敵にしている。学内予選終了後、特に柔道編では尊敬しているはずの典善をレギュラーの座を守るために闇討ちしようとするなど、すっかりギャグ担当になってしまった。
名前は『うしろの百太郎』から。

稲森 狂死郎（いねもり きょうしろう）
第2部から登場したキャラクターで、新堂流空手道場の住み込み師範代を務める大学生。胸に「狂」の字の書かれたジャージを愛用。年下の功太郎を「若」と呼び、敬語を使うが、長年一緒に暮らしている功太郎を弟のように思っている。相当な空手の実力者で、功太郎でも「勝ちは3本に1本しか取れない」ほど。 由利栄との結婚を認めてもらうために、典善に挑み続けている。宴会が大好きで、なにかと口実を付けては無関係の人間まで巻き込んで宴会を始め、「チン技徳利回し」や「河童の皿回し」、「ネス湖のネッシー」など局部を使った宴会芸「チン技」を披露するが、「バンド編」ではギターの脚弾きでネコふんじゃったを披露するなど「下ネタ芸よりよっぽどスゴイ」と感心されていた。
なお、「いねもり」が正しい読み方とされているがコータローまかりとおる柔道編までは全て「いなもり」と読み仮名が付けられているため「いなもり」で覚えている人も多い。ネーミングの由来は眠狂四郎。

紅バラ（べにバラ） / 千葉 摩也（せんよう まや）
初出は第1部。蛇骨会最高幹部で会長代理である女装家。ナイフ投げの名人。千葉流百年に一人の天才であったが、自由を求め家を飛び出す。誰よりも鶴ヶ峰学園を愛しているが故、自らが汚れ役を被り、一度解散していた蛇骨会を復活させる。吉岡達也を蛇骨会から追放した後、吉岡に対抗し得る後継者を待ち続け、功太郎に目をつける。
D地区編では地区内唯一の緩衝地帯である食堂のオバちゃんに変装していた。
蛇骨会の頭脳と呼ばれた白バラ、吉岡達也とは双子の兄弟であり、男装すると区別がつかない。紅バラ自身は蛇骨会の心臓と呼ばれる中心的人物であったが方針の違いで反目し、以後は功太郎の側につき影から援助をし、蛇骨会を功太郎に任せようと暗躍する。天光寺に惚れている。千葉流の奥義「封心の舞」という記憶操作の術を使うことができる。
本名は7部に入ってから判明した。
映画では志穂美悦子が演じた。

吉岡 達也（よしおか たつや）/ 白バラ（しろバラ）
紅バラの双子の弟。
2年の米国留学から帰って来た直後、暴漢に襲われた前委員長に変わり、風紀委員長となる。IQ200を誇り、容姿端麗。千葉流（初登場時は「せんば」流、第7部では「せんよう」流）という日本舞踊の家元、総帥でもある。当初、映画版のオリジナルキャラクターだったが、後に原作へ逆輸入され、第3部にて登場した。そのために映画パンフレットでは登場人物の絵が描かれているが彼だけは風紀委員の1人の顔が描かれていた。
謎の多い人物だが、第7部で正体が「蛇骨会の頭脳」と呼ばれた最高幹部「白バラ」であることが明かされる。第7部では蛇骨会、千葉流の配下を動かし、金剛流空手道の赤岩心水と手を組んで、群集を意のままに操る「傀儡の舞」を使って日本崩壊を企む。
幼少期には双子の兄弟である摩也と比べると凡庸な面が見られ、父に疎まれていた。ある日食事に毒を盛られ、健康を害して成長が止まり、縁戚である吉岡家に里子に出される。だが、実際には才に恵まれすぎていた摩也より「傀儡の舞」継承者として相応しいと目を付けられていた。自身を慕っていた義妹・恵が、父の傀儡の舞で操られた人形だったショックから人格が半ば破綻していた。その後は「滅亡の美（滅美）」を求めて活動し、アメリカの中央情報局・CIAすら手玉に取って利用する。米軍基地内での功太郎との戦いに敗れたのち、紅バラの「封心の舞」によって自身の望んだ「本当の人生」を幻視しながら逝った。その身体は末期癌に侵されており、コールドトミー手術を受けなければならないほど進行していた。
映画では真田広之が演じた。
秋田 小夜子（あきた さよこ）
天光寺の許婚である12歳の少女で、天光寺家に住み込んでいる。天光寺を「テル様」と呼ぶ。天光寺から一本取ったら正式婚約という条件があり、道程は遠いと思われていたが、功太郎が手を出してあっさり一本取ってしまった。以後しばらく、功太郎が天光寺を脅迫するネタになった。料理の上手な麻由美になついている。語尾や「し」が「ピ」に変わる喋り方をする（例：「うれピー」）。何かというとアゴを他人の頭に乗せ、グリグリと押し付けるクセがある。第7部までは歳相応の外見であったが、『L』では中学生となり突如として麻由美を遥かに上回るグラマラスな体型に急成長し、また天光寺を気絶させるなど武道においても進展を見せた。
第4部にて初めて登場した後、わき役として登場してきており、『L』では主要キャラとして活躍した。

## コータローまかりとおる!
初登場の部で分類。特に断りがない場合はその部のみの登場。肩書き年齢などは初登場時の物。

### 第1部 コータロー参上編
鱈子 一郎（たらこ いちろう）
生徒会長で、タラコクチビルが特徴である。よく下らない駄洒落を連発しては周囲を呆れさせる。功太郎を憎悪していて、あらゆる手段を駆使して功太郎の足を引っ張ろうとするが、たびたび失敗しており、無関係の生徒に被害が及ぶことが多い。第一部を中心に折々に登場。登場していたのがギャグ全盛の時期だったためか、功太郎からも「人間とは認められないほど」タフ。
映画では山口良一が演じた。
渡瀬 大造（わたせ たいぞう）
麻由美の父親。傷跡の残る凶悪な悪人顔だが実は警視総監。妻に先立たれているが今でも愛しており、毎年墓参りの度に墓に抱きついては泣きじゃくる。娘である麻由美のことも溺愛しており、麻由美を害そうとした者にたいしては警視総監としての権力を使って完全に叩き潰す。功太郎の父、勘太郎の友人であり、両親が不在の功太郎の保護者を務めることも多い。人と酒を飲むのが大好きで、警視総監でありながら、未成年に無理矢理酒を勧めることも多々あり。折々の新堂道場の宴会にはほぼ参加。
映画では山城新伍が演じた。
青田、赤井（あおた & あかい）
風紀委員特別機動隊々員。いつも2人セットで登場し、メガネをかけている方が青田。第1部から登場はしていたが、第4部でようやく名前が公開（作者によると小説版でついた名前を流用したとのこと）。武道の達人ばかりが登場する本作では非常に目立たないが、天光寺の直属の部下だけあって普通の不良生徒ならば簡単に取り押さえられる程度の実力はある。

#### 蛇骨会
鬼村 雅彦（きむら まさひこ）
示刀流柔術部主将で3段。蛇骨会の制裁隊長あり、功太郎が現れるまでは次期会長の最有力候補者だった。蛇骨会で初めて功太郎と対決した人物。すさまじい巨漢で、凄腕で有名な天光寺をつけねらっている。しかし紅バラから功太郎の始末の指令を受け、渋々ながら功太郎を柔術部100人組手で潰しにかかり敗北寸前まで追い詰めるものの、駆けつけた麻由美に暴力をふるったことで功太郎の逆鱗に触れてしまい返り討ちに合う。名前は「鬼」と呼ばれた柔道家、木村政彦から。
砂土屋 俊兵（さどや しゅんぺい）
「血桜団」と呼ばれる風紀委員会第一班々長であり蛇骨会幹部。左目が義眼で眼帯をしているため、義眼はバネでびっくり箱のように飛び出す仕掛けになっている。天光寺からはタモリ男と呼ばれる。鞭の使い手で、名前の通りのサディスト。三部において功太郎との闘いの後、精神がおかしくなったことが明らかにされ、そのほどは天光寺達が「きかなきゃよかった」、弟の竜兵が「いわなきゃよかった」、作者が「描かなきゃよかった」と思うほど。名前は『愛と誠』の新宿ヤング・マフィア「緋桜団」団長、砂土谷峻から。
映画では伊原剛が演じた。

### 第2部 クララ姫編
各話がそれぞれ中長編として物語を成し、各話がメインストーリーに細かく絡みあう物語になっているが、本編第二部のみ独立した、番外編といえる物語になっている。
クララ・ド・ゲイリス・ムーア
通称クララ姫。ムーア公国のプリンセスで、鶴ヶ峰学園に留学してくる。天真爛漫、純真無垢で、自分一人で着替えも出来ない位の箱入り娘。自分を特別扱いせず普通の少女として相対してくれた（スカートをめくったり下着を盗むと宣言したり）功太郎に好意を抱くようになり、極端流空手部に入部するが、王位継承にからむ陰謀に功太郎ともども巻き込まれてゆく。髪と瞳の色は違うものの麻由美にそっくり。
全ての謀略を暴かれナイフで襲いかかってきた大臣に功太郎直伝の必殺キンタマ蹴りを決めて自らの手で引導を渡した。最後は功太郎と麻由美の強い絆を見て、はじめての失恋の涙を流した後、決意新たにプリンセスとして生きる道を選び、国へと帰っていった。ネーミングの由来はロックギタリストのゲイリー・ムーア。
映画版にも登場し、シャナ・ホーキンスが演じた。
クリス
王宮親衛隊に所属し、表向きはクララの護衛として共に来日するが、実体は大臣ヒドラ配下のプロの殺し屋で、素手だけでも100人以上を殺し、その筋では知らぬ者はないという凄腕。功太郎を手玉に取るほどの超実力者だが盗んだクララのパンティを着用する変態的な性癖も持つ。功太郎の素質を高く評価し国に連行し洗脳すべきと大臣に進言する。
アンドレ
クララの護衛。身長2メートルを超える巨漢。垂直2.7mの跳躍力と凄まじいパワーを兼ね備えた身体能力を持つ怪物。クララに心酔しているのだが単純な頭ゆえにクリスに騙されクララを害する勢力に加担させられ功太郎と対決、一時的に心停止状態にまで至らしめる強さを見せつけた。ネーミングの由来はアンドレ・ザ・ジャイアント。
鶴ヶ峰理事長
私立鶴ヶ峰学園理事長。「来る者は拒まず」と学力・素行に関係なく入学を認め、普段は通学もしなければ授業にも出ないD地区生徒でも「在籍していれば卒業できる」という学園を作った凄い人。
功太郎を高く評価しており、なにかと目をかけている。ムーア公国レナルド国王の学友で、幼い頃からクララを知る人物。第2部では頻繁に登場したが、空手校内予選の直前に海外視察に出かけ、以後、登場していない。
レナルド・ゲイリス・ムーア
クララの祖父でムーア公国々王。一度引退していたが、殺害された前国王（クララの父）に代わり再び王位に就く。鶴ヶ峰理事長の学友。
ヒドラ
ムーア公国防衛大臣。国を乗っ取るため、前国王を殺害する等、第2部で起こった一連の事件の黒幕。天光寺によるとロリコン。

### 第3部 D地区編
吉岡 恵（よしおか めぐみ）
吉岡達也の妹。普段は猫を被っているが、かわいらしい見た目とは裏腹にプロレス技を基盤とした格闘技やナイフ術の使い手で、女性キャラとしては本作屈指の実力者。第7部で「深紅の鋼玉石（ルビー）」を狙う刺客として再登場、更に7部の最終局面でその悲劇的な境遇が明らかになった。
千葉流分家として幼少期から傀儡の舞を受けており、明るく朗らかな性格も人為的に作られたものである。だが、砂土屋竜兵と戦う功太郎の姿によって舞の効果が解消された結果、より強力な暗示を込めた舞でなければ従来の人格を保持できない状態となっており、舞の効果が切れれば黒衣衆と同様、自我のない人形と変わらぬ抜け殻になってしまう。ルビーを巡って陽水と功太郎相手に三つ巴の戦いを繰り広げるが、崖から落ちるところを功太郎によって救われたことでほんの一瞬だが以前の人格を取り戻して崖下の激流に消えた。
吉岡達也との決戦では魂の状態で功太郎を導き、最後は達也と共に成仏した。
如月 ヒロミ（きさらぎ ひろみ）
如月剣次の「兄」で、一見奇麗な女性だが、その実はD地区のオカマチーム「チャイナローズ」のリーダー。女性のいない（ジェイソンは例外）D地区で、コンパニオンのようなことをして稼いでいたが、学内予選の際に剣次が功太郎に協力できるようにとD地区を去る（しかし、結局某繁華街四丁目あたりのオカマバーでバイトを始めた）。麻由美を思う剣次のために功太郎と麻由美を引き離そうとしたこともあるが、剣次自身が身を引いて功太郎と麻由美の仲を応援するためヒロミも二人の仲を進展させようと応援している。頬に特徴的な大きなほくろがあるが、実は付けほくろ。校内予選に人数合わせとして参加し、太極拳の腕前を見せた。防御は相手の攻撃を全て受け流す高度な技量を発揮するが、攻撃の際にトンカチ（凶器）を持ち出すため反則負けを連発。決勝では寺江村（後述）に吹っ飛ばされ交代させられた。4部以降でも継続的に登場。
砂土屋 竜兵（さどや りゅうへい）
砂土屋俊兵と双子の弟。D地区のチーム「サイクロプス」のリーダー（蛇骨会との関係は不明）。兄に輪をかけた凶暴な性格で、俊平の策略による愚連隊との抗争で右目を失明、砂土屋家の継承資格を剥奪されると俊平の左目を抉り取る暴挙に及んだ。
俊兵と同じく鞭を使うが、鞭の長さは俊兵より長く、両手で2本の鞭を操る「双条鞭」の使い手。家族を助けるために命をかけるといった情愛にあふれた話を聞くと「反吐が出る」と反発し文字通り嘔吐する。蛇骨会の遺産「深紅の鋼玉石（ルビー）」を巡り、功太郎と争う。
過去の悲惨な境遇から強烈な孤独感に苛まれ病んだ精神の持ち主だったが、根底ではそのトラウマから解放してくれる相手を待ち望んでおり、唯一の心の拠り所であった鞭を功太郎に完全に封じられて敗北した後は、功太郎との遅すぎた出会いを嘆く涙を流した。
ニセモノ
功太郎がD地区を訪れた際、功太郎の名を騙っていた偽者。本人に一蹴され、以後、子分のように付き従うようになる。功太郎が名前を聞こうともせず「ニセモノ」と呼ぶため、そういう呼び名になってしまった。メインキャラには太刀打ちできないが、それなりに腕は立つ模様。何者かの諜報員かと思われる行動をとる描写があったが結局明らかにされていない。サイクロプスのオハジキ（指弾）使いに撃たれた傷を治療してもらったカタにD地区食堂で働くことになるが料理は下手で客足は落ちている。
第4部、『L』で少し再登場。
ハリネズミの丈（じょう）
D地区最大のチーム「パンクス」の元リーダー。サイクロプスにチームを潰され、見せしめとして吊るされていた所を功太郎に助けられる。以後、D地区の案内役となる。第4部で少し再登場。
オオヤマネコの仁（じん）
D地区No.2のチーム「ボンバーズ」のリーダー。功太郎対サイクロプスの抗争に巻き込まれ、一旦はD地区連合のリーダーとなるが、最後は見捨てられる。タイマンでの腕っぷしは論外だが、D地区の有力チームのリーダーだけあり統率力は極めて高く、乱戦での指揮を得意とする。功太郎がD地区を去った後、ニセモノやハリネズミと馬が合ったようで3人でつるんでいる姿が描写されている。第4部で少し再登場。
豊かな髭を蓄えた老け顔だが、実は未成年（第三部時点で自称・18歳）。
レイピアの男
姓名不明。砂土屋竜兵の相棒的な男。同じ単眼のバンダナを巻いており、スーツを着ている。竜兵の指示通りに動く兵隊だが、直情型の竜兵の抑え役でもある。モノレールを爆破しD地区を孤立させた。戦闘にはレイピアを使い、天光寺と剣術対決になるが破れる。名前は呼ばれることは一度もなかった。スーツ姿の通り洒落者で敵対者であっても洒落た行動を好む。チャイナローズのメンバーにも紳士的に対応するが、天光寺からは「世の中病人が多すぎる」と評されている。

### 第4部 格闘スポーツ大会・校内編
鹿斗 由利栄（しかと ゆりえ）
典善の孫娘で狂死郎の恋人。典善の要請で鶴ヶ峰学園英語教師として赴任し、極端流空手部の顧問となる。かつて全米を震撼させた空手ウーマンで、典善や功太郎のセクハラを軽くあしらう実力者。丁寧な言葉遣い、淑やかな表情で極めて常識的な発言をするが、言動が一致していないことが多い。以後もちょこちょこと登場。
寺江村 猛美（じえむら たけみ）
通称ミス・ジェイソン。功太郎が去ったあとのD地区の新興勢力「リップス」のリーダー。身長は百太郎と同程度、体重は200kgに及ぶ巨体だが女性（サイズがケタ違いというだけで実は非常にグラマラスな体型）。『13日の金曜日』のジェイソンを彷彿とさせるアイスホッケー用のフェイスマスクを着用する。女性らしく「抱っこ」されることに憧れており、自分を初めて持ち上げてみせた功太郎に惚れ、「ダーリン」と呼んで追い掛け回すようになる（その後、剣次と百太郎が持ち上げている）。怒らすとなかなか止まらないトラブルメーカーでもある。空手校内予選に極端流の選手として出場し、即戦力と期待されたが、喧嘩一辺倒の日々を過ごしてきたがゆえにルールを全く知らず反則負けばかりだった。
成績は3戦全敗で全て反則負け。しかも、その内の１回は百太郎との代表者競技に持ち込もうと企んだ功太郎によって、調整役として利用されたことによるもの。
第5部最後に極端流道場を破壊して以来登場していない。
春田 英介（はるたえいすけ）、夏見 完（なつみ かん）、秋山 章次（あきやま しょうじ）、冬木 弘道（ふゆき ひろみち）
校内予選に参加した応援団メンバー。以後、後百太郎からのしごかれ役、新堂道場の宴会参加者などのちょい役として折々に登場。全員麻由美に惚れている。
直野 公洋（なおの きみひろ）
第七空手部主将で、関東幽人会直野組の跡取り。表向きは紳士的な物腰だが非道な性格をしている。優勝のための手段を選ばず、組員を使ってまで様々な妨害工作を企むが、典善と麻由美の父泰造の逆鱗に触れ幽人会ともども潰される。父親の名前は小矢次（おやじ）。

### 番外編
毒河原 剛一（ぶすがわら ごういち）
無限流拳法部創設者。家の都合で九州に引っ越していたが、戻ってきて再び主将に就く。悪人顔をしているが物腰の柔らかな善人で功太郎に慕われる。「鋼の頭」の異名を持ち頭突きを得意とするが穴田と功太郎には及ばなかった。
礼出井（れでい）
無限流元副将。馬鹿な主将を利用して実質的に部を取り仕切り、無限流を悪の代名詞に変えた男。手に装備した鉄の爪をはじめ、様々な武器を使って攻撃する。猫が苦手。キャラクターのモデルはエルム街の悪夢のフレディ。
穴田（あなた）
無限流元主将。最強のため主将の座には付けられているものの、酷い馬鹿でとにかく鈍く、普段はお飾り。その鈍感さ故に滅多なことでは怒らないが、食堂のお気に入りの椅子に関してだけは別であり、椅子を蹴り倒した男に対して怒り狂い、傷害事件を起こし少年刑務所送りになっていた。怒ると青筋が立ちメロンみたいな頭になる。毒河原にも勝る固い頭を誇る。

### 第5部 格闘スポーツ大会・全国編
米俵 権佐ェ門（よねだわら ごんざえもん）
福島県立東北農業高校空手道部2年。部はじまって以来の神童。純朴な田舎少年で、小学生のような風貌。地区大会の功太郎の試合ビデオに映っていた麻由美（の尻）に惚れ、求婚するために東京まで訪れる。自分に似ている体格と素質が典善のお眼鏡に適い弟子入りする。功太郎に「今のままでは勝てない」と山ごもりを決意させるほどの実力者であり、典善の百人拳や発剄もあっさり習得してしまうほどの才能の持ち主。全国大会決勝で功太郎と激突し両者共に譲らぬ熱戦を展開したが、最後は一歩及ばず敗れた。
犬島 剣兵（いぬしま けんぺい）
大阪西成工業高空手道部2年。闘争心の塊のような人物で自分の血を見ると凶暴化し「西成の狂犬」と呼ばれる。自分の都合の良いほうに物事を考える性格。大会中の宿泊場所にラブホテルに泊まろうとして純に呆れられる。新堂家の宴会に参加した際には宴会芸「ウルトラマン」と「ウルトラセブン」を行うが、全く受けなかった。
準決勝で功太郎と死闘を繰り広げ、これまでの血生臭い喧嘩とは違う「純然たる戦い」に歓喜する。
真崎 純（まさき じゅん）
大阪西成工業高空手道部マネージャー。功太郎・麻由美の幼馴染みだが、10年前に大阪へと引っ越した。引っ越し先は犬島の隣であり、以降幼馴染みとなる。功太郎が5歳の頃からの初恋の相手であり、全国大会で東京を訪れたのを機会に、恋人として付き合えるようにと画策するが、犬島と功太郎の試合で犬島の魅力に気付くが、犬島に完全には恋心は移っていない模様。
美麗院 馨（びれいいん かおる）
去年まで女子校だった聖ミカエル学園の空手部主将。地区代表戦決勝の相手。容姿端麗ではあるものの、酷いナルシストであり、「特別な存在である美男子は何をしても許される」という考えの元、手段を選ばない非常に卑怯な行動を取る。経絡秘孔・バレエに精通しており、攻撃に利用する。スペシャルナンバーワンフィニッシュスコーピオン他、様々な秘技を持つ。功太郎との試合後に典善にツボを突かれて脱糞してしまい、この悲惨な結末以後天光寺からは「クソモラシ男」と呼ばれる。
加藤 清正（かとう きよまさ）
熊本大一商業高校空手部2年。前年の大会では盲腸を押して決勝戦まで進んだが、ドクターストップ不戦敗となり準優勝となる。実力はあるが、酷い垂れ目でしばしば物笑いの種とされる。「槍突き」の必殺技を持つ。準決勝で権佐ェ門に敗れる。ネーミングの由来は加藤清正。
赤岩 厳水（あかいわ げんすい）
金剛流空手道武心館副長、師範。全国大会の大会常任理事を務める。典善が一度だけ出場した大会で倒されており、似た技を使う功太郎を認めることが出来ず妨害工作を行うが、決勝の権佐ェ門も典善の弟子であったことと壮絶な決勝戦を目の当たりにし、大会終了後に武心館副長と大会理事を辞任。第7部では心水により、薬漬けの廃人になった状態で再登場。
薬漬けにされてからは権威も意地も消え果てた代償として、磨き上げた技で競い合うことこそが「殺し合いという武の本質を超えた到達点」だと語っていた。

### 第6部 バンド編
音美 響（おとみ きょう）
功太郎の中学からの同級生で、功太郎に初めてギターを教えた男。その才能ゆえにバンドメンバーがついてこられず、「ヴォーカル殺し」や「音の殺し屋」（サウンドキラー）と呼ばれる孤独な天才ギタリスト。外見は女性的で、髪が長髪だった頃はよく美少女と間違われたほどの美少年。その時思ったことが素直に口に出る性格で、特に音楽に関しては口にふたをすることが出来ないため、結果として非常に口が悪い。好き嫌いが非常にはっきりしており、自分が認め、好きになった人や事に対する態度は真摯であり、文字通り命がけで付き合っていく。そのせいもあり一時期「新堂功太郎ホモ疑惑」が発生した。必殺技「中心脚」最初の犠牲者で後にその技で功太郎を攻撃するが、逆に「真剣白"歯"取り」の餌食にもなってしまう。第7部ではノミちゃんに代わるギターとして、ザ・コータローズに参加。渡ヶ瀬真由美に惚れて猛アタックを始める。
スケボーで功太郎に追随するなど、運動神経も悪くはないが、体力と格闘に関する才能は壊滅的で、後述の李麗華の指導を受けても「瓦一枚」が精一杯だった。
スティーヴ・パイ
愛称はスティービー。 アメリからやってきた功太郎の父・勘太郎の友人で、新堂道場に居候する。理解はできるが発音が難しいとの理由で、エレキギターで日本語を喋る。実は響が憧れる世界的なギタリスト。状況に応じてベースを担当することもある。功太郎のリズム感を見抜き、ドラムを始めさせる。第6部終了時には響とバンドを組んでLAに渡り、第7部ではザ・コータローズの前座を務めるため一時的に皇帝としてカイザーと共にステージに立つ。名前はスティーヴ・ヴァイをもじったもの。
カイザー・ラステーリ
超速の天才ギタリスト。LA を中心に西海岸一帯を取り仕切るマフィア・ラステーリファミリィーの跡取り。白人至上主義者。異常なほど独占欲が強く、パイの才能を自らが独占するためにパイからギターを教わる者をことごとくギターが出来ないように陥れる。そのためパイはその才能にもかかわらず全くの無名であり続けていた。更に響を付け狙い、響の安全と引き換えにパイを手元に呼び、ツインギターのインストバンド「皇帝」（カイザー）を結成。しかし響と功太郎の演奏に感動し、自らの白人至上主義を改めることを決意。第7部ではザ・コータローズの前座を務めるため皇帝として再来日、この時にはカラシ入り納豆を気に入って執着する姿を見せており、コミックリリーフキャラへと変貌を遂げた。
なお響との握手の際には手袋を必要とするなど、白人至上主義については完全には解消されてはいないが、前向きな姿勢で改善途上である様子が見られる。キャラクターのモデルはイングヴェイ・マルムスティーン。
ソニー・ブラック・ペッパー
黒人で皇帝の真のドラマー。そのドラムの才能は認められながらも、カイザーの白人至上主義より同じ舞台に上がることを許されず、裏でドラムを叩かされる。功太郎に匹敵するリズム感の持ち主で、カポエイラの使い手。口癖は「シィ〜〜ット」で「フヒヒ」と笑う。第7部ではザ・コータローズの前座を務めるため皇帝として再来日したほか、最終的にとある事情で東京ドームでのライブに出られなくなった功太郎の代わりに、助っ人としてザ・コータローズに加入する。
サーヴァント
カイザーの世話役のマフィアで、どんな無茶な命令であっても忠実に遂行する。第7部でもカイザーに付き従い再登場。

### 第7部 千葉流編
御手洗 総司（みたらい そうじ）
美化委員会委員長で、一時期、吉岡に代わり風紀委員長代理を務める。功太郎同様腰まで届く長髪だが、校則御免襟章（文字通り、校則違反に対する免罪符となる学園の伝説アイテム）を所持しているため校則違反とはならない。髪の毛（断髪後は制服の中）に各種の掃除用具を隠し持ち、それらで戦う。功太郎に匹敵する実力者かつ異常な潔癖症で、功太郎と闘いながら掃除をし、負傷の身でも汚れが気になって清掃に励んでしまう。なお、最も得意とするのはトイレ掃除。功太郎に敗北し校則御免襟章を失った後は、髪を短くする。
『L』より、如月剣次に代わってD地区の管理人に就任し、D地区の清掃を始めるが衛生状態が改善されたD地区からは結果として「人間がいなくなった」。

#### ザ・コータローズ
ヴォーカル：真由美、ベース：マーちゃん、ギター：ノミちゃんの3人で趣味で組んでいたバンドが前身。これにドラム：功太郎を加え、上がり症のノミちゃんに代わるギターとして響を加えた形で典善の出資のもとデビュー。名前は元々決まっていなかったが、デビュー記者会見の場でとっさに功太郎が「ザ・コータローズ」と発言したためにこの名前となった。
デビューイベント前に「体力作り」として李麗華の指導を受け、かなりハイレベルな格闘技能を身に付けた（落ちこぼれたのは響のみ）。
渡ヶ瀬 真由美（わたがせ まゆみ）：ヴォーカル
千葉流舞踊芸能科よりデビューを目指す、歌って踊れるアイドルの卵で高校生。両親は海外赴任しており一人暮らし。マーちゃん、ノミちゃんと共に趣味で組んでいた名無しのバンド（ザ・コータローズの前身）に功太郎を引き込む。「ターコ!」が口癖。喉に悪いためとの理由で13歳時から禁煙をし、常に禁煙パイポを食わえている。その歌唱力は群を抜き、「ボーカル殺し」音美響のギターを圧倒し、白人至上主義者であるカイザーにさえ「グレートシンガー」と言わしめ、初見の際にはカイザーが無意識のうちに真由美に抱きついていた程（ただし正気に返ってからは風呂で全身を洗っている）。 歌で食べていくことを夢み、そのスタート地点としてアイドルデビューを目指していたが、その歌唱力の高さ故に「傀儡の舞」を無効化されることを恐れた達也の根回しで破門される。当初、功太郎に気があったが、麻由美との間に入り込む余地がないことを知って身を引く。その後音美響からのアタックを受け、最初は相手にしていなかったが、次第に心を開いてゆく。渡瀬麻由美とは一字違い一字余りのため、功太郎は「ケのある真由美ちゃん」と呼んで区別していた（そのあとに下品な物言いが続くため殴られる）。
青木 マサノリ（あおき マサノリ）：ベース
バンマス。パイをして「（ベース演奏では）私ではこのスピードに付いていくのは無理だな」と言わしめる技術的にも超一流のベーシスト。通称マーちゃん。結婚していたが奥さんは亡くなっており、32歳で二児の父。清掃業のバイトと月に数度のスタジオミュージシャンで生活している。パンチパーマでサングラスと非常に厳つい見た目ではあるが、中身はスケベで非常に気のいい庶民的なおじさん。堅実で無駄のないプレイをする。真由美と出会う前には子供達のことを考え、安定した職業に就く事も考えていた。
麗華の指導を受けた際には、真由美やノミちゃんが「技とスピード」に傾いたのに対して「パワー」に特化して石柱割りなどをしていた。事件後、子供と観戦に行ったプロレス会場で、プロレスラーとの場外乱闘に参加してラリアットを喰らい全治6か月のむち打ち症で病院送りになってしまう。ただし、相手のレスラーは全治7か月と子供たちは自慢しており、本人も見舞いに来た野見に「道を誤ったかしら?」とボヤいていた。
野見 新三（のみ しんぞう）：ギター
ギターオタクでM音大の五回生。作曲・演奏共に響が認めるほどの一流の才能があるのだが極度の上がり症で、5人以上客がいるとまともにギターを弾くことができない。彼がまともであれば真由美はこのバンドでのデビューを最初から目指していた。響のファン。上がり症で「ノミの心臓」だからノミちゃんという設定がそのまま本名になってしまった。後に「マスクをして正体を隠せば上がり症が起きない」ことがわかり、ステージでも大胆なプレイを見せるようになる。

#### 千葉流
吉岡達也を総帥とする千年続く日本舞踊の流派。“乱世の舞”とも呼ばれる人心操作の「傀儡の舞」と“治世の舞”ともよばれる記憶操作の術「封心の舞」を伝える。
黒沢
千葉流舞踊芸能科の先生、マリオネットのマネージャー、「傀儡の舞」の振付師を務める。先祖代々、千葉流宗家に仕える門人であったが、赤岩心水にたぶらかされ、吉岡を裏切る。タオルなども鋼鉄以上の硬さと化す「気流刃」を得意とする。
マリオネット
日本中の人々を操るために、西洋風にアレンジされた「傀儡の舞」を踊る6人組のアイドルグループ。その踊りの影響により、メンバー同士の仲は悪い。メンバーの一人、戸野陽子が真由美の歌に感動し、人形として使えなくなってしまったために、始末されてしまう。

#### 金剛流空手道武心館
表向きは、寸止め組手を中心とした空手道場だが、人を殺した経験を持つ者ばかりによる何でもありの「黒稽古」を裏で実施している。ただその黒稽古も、温室の中の殺し合いであり本当の命のやり取りではないと、陽水からは評されている。
規模の大きさから、職種を問わず多くの門下生を抱えており、警察官であっても武心館側の命令を守る者がいる。
火納江 陽水（ひのうえ ようすい）
武心館空手道場の実力者。赤岩厳水の息子で火納江は母親の姓。強い相手と戦うことだけに人生のすべてを掛け、そのためには手段を選ばない。人当たりは柔らかいが、殺し合いが趣味の危険人物（互角の「殺し合い」が趣味であって、一方的な人殺しを好んでいる訳ではない）。「いやいやいやいや」が口癖。万力鎖を用いた隠剣術を使い「カッパの陽水」とも呼ばれる。
吉岡や祖父の策謀に手を貸しつつも、最終的には妨害して銃撃を受ける。致命傷だったが、その状態で空手の基本技「正拳中段突き」を極めて功太郎の立ち合いの中で逝った。その満足気な死に顔を見た功太郎から本質は殺し好きではなく「空手好き」なのだと語られる。ネーミングの由来は井上陽水。後述の夜死田・伊豆宮・虚室とあわせて武心館最強の四天王、フォーライフなどと呼ばれ畏怖の対象となっている。
赤岩 心水（あかいわ しんすい）
火納江陽水の祖父で武心館空手道場の総帥。名ばかりの総帥ではなく、「金剛調息」（こんごうちょうそく）という体を鋼のように硬化する技の使い手。武道界、政財界、芸能界に多大な影響力を持つ黒幕的存在。「軍国主義の生きた亡霊」と呼ばれ、大東亜戦争の陰の首謀者とも噂される。吉岡から日本を支配する話を持ち掛けられ、それに応じて功太郎達と対立することとなる。「ミーコ」という虎を飼い可愛がっている。
夜死田 白郎（よしだ はくろう）
鋭利な切れ味を持つ「カミソリソバット」を得意とする白髪のオカマ。5年前まで陽水に一度も勝てなかったことから、髪の色が抜ける程の修行を積むが、それでも陽水には及ばないと功太郎から評される。曰く「いくら切れても所詮は“カミソリ”、“斧”とぶつかりゃ折れるのはそっちだ」。ネーミングの由来は吉田拓郎。
シーゲル・伊豆宮（いずみや）
二丁振鎌を操る無口な男。心水の命令を受け吉岡を暗殺しようとするも返り討ちに遭う。ネーミングの由来は泉谷しげる。
虚室 非斗志（こむろ ひとし）
足技と含み針を得意とする。陽水に喉をやられてからは、必要以上に筆談で会話を行うギャグキャラとして再登場。ネーミングの由来は小室等。

#### 華僑
李 麗華（り れいか）
如月兄弟の育ての親で、剣次の拳法の師。「神掌李」と称される達人。横浜で中華料理店を営む。家出同然のヒロミを連れ戻しに来た。70目前の老人だが、かつては麻由美に似た美女で、今でも「気」を練ると髪の色を除いて昔の姿を再現できる（ただし30秒が限度）。典善の使う「発剄」の技は50年前、彼女に挑み、わざと手を抜いて破れ続けることによって盗み取った物で、まんまとしてやられ、更にその折りに下着を盗まれたことを恨んでいる。
陳 秀峰（ちん しゅうほう）
李麗華の拳法の兄弟子で、拳法の腕は並みだが「神商陳」と呼ばれる華僑の大物。生真面目すぎてギャグが全く通じない。白バラと対抗するためのスポンサーとなる。若かりし頃に日中戦争に巻き込まれ、最初の妻を巻き添えで亡くしている。
陳 巨峰（ちん きょほう）
秀峰の息子。大食いで肥満体。そのデップリ感を表すため、「す」が「プ」になる喋り方をする。香港の黒社会の毒蛇会と通じ、悪行三昧を行い、バレたために父親を監禁。病気で入院中として一族を取り仕切る。秀峰にとっては戦後しばらく経ってから娶った後妻との子で、秀峰自身甘やかしてしまったことは認めている。
王 雲蛇（おう うんじゃ）
毒蛇会のボスで額にキングコブラの入れ墨がある。経絡秘孔を利用した蛇拳の使い手。

#### CIA
デヴィット・バーナード
駐日アメリカ大使館外交補佐官の肩書きを持つが、その実は CIA の非合法工作員。銃の早撃ちの名手。アメリカ留中の吉岡とニューヨークで知り合い、日本を理想敵国に仕立て上げる「JAPAN2000計画」（ジャパン2000プロジェクト）を企てる。
シン・毛林（けばやし）
バーナードの配下。黒沢の死後マリオネットのマネージャーを務める。「M・M」（MURDER MONKEY の略）と呼ばれ、猴拳（別名：行者門）の使い手。マリオネット抹殺の実行者の一人。ネーミングの由来は樹林伸。
カルロス
バーナードの配下。グレイシー柔術の使い手で、マリオネット抹殺の実行者の一人。鉄の入れ歯をしている。「〜〜ゴゾンジ?」が口癖。

## 新・コータローまかりとおる! 柔道編

### 極端流柔道部
新堂 功太郎（しんどう こうたろう）
第7部での長期欠席と救済措置としての宿題が不首尾に終わったことが原因となって留年して4年生の春を迎え、極端流空手部への新入生勧誘を進めるにあたり、醍醐ら新入生との対立などを通して柔道との関わりを持つようになる。柔道は未経験であったが本人の趣味から「女性相手の寝技」だけは修練を積んでおり、久三を横四方固に捉えて実質的に勝利、また立ち技においても空手技の応用と生来のリズム感により伊賀を本気にさせるなど、高い能力を見せる。極端流道場敷地の件で柔道部を訪れた際、裏金を使って醍醐を入部させたやり方（本人は伊賀のためだけを考えてしたことではあるが）から伊賀に絶交されて泣く美杉を庇って伊賀と試合をして負け、雪辱のために柔道を始める。が、伊賀以外の相手には完全に遊んでおり、まともに柔道をせず、腕相撲に対しては腕相撲・脚関節に対しては脚関節、と相手の得意技でねじ伏せることを繰り返したために準決勝まで出場した全試合が反則負けで、準々決勝では主将でありながら補欠として引っ込んでしまったが、本人は毎度のごとく状況を楽しんでいる。
西郷 三四郎（さいごう さんしろう）
鶴ヶ峰学園新入生。柔道編における、功太郎と並ぶもう一人の主人公。柔道が大好きでもう10年も続けており、真面目で勤勉な練習の虫で、部の練習以外にも一人で黙々と打ち込みを続けている。そのたゆまぬ努力により、握力や足の速さなど、非常に高い水準の身体能力を身に付けている。しかし小学生からもカツアゲを受けてしまうほど気弱で臆病な性格のため、試合どころか練習ですら実力を発揮できず、未だ白帯。このため中学時から不良どもに「シロ」と呼ばれている。しかしその10年の努力は体にしっかりと刻み込まれており、意識を失うとかなりの実力で周囲の人間をほとんど無差別に投げ飛ばすようになる（功太郎曰く「無敵コマンド」状態）。その無敵状態で幻の技と言われる山嵐を使い、最終的に意識のある状態でも使えるようになった。当初は第一柔道部所属だったが、醍醐からリンチを受けた際に無意識で使った山嵐の件を、「柔道を喧嘩に使った」と伊賀から言われクビになり、極端流「柔道部」に入部する。鹿斗典善ですら驚嘆するほどの動体視力の持ち主で、格闘技に関する知識が柔道だけでなく、空手、サンボ、プロレスに至るまで幅広く豊富なため他者の試合を解説してしまうクセがあり、校内予選大会の途中から放送席に解説者として引っ張り込まれるようになり、最終的に自ら所属する極端流の試合まで解説させられた。背の低い同士、三船久三と仲が良い。ネーミングの由来は西郷四郎と姿三四郎。
三船 久三（みふね くみ）
鶴ヶ峰学園に新しく入ってきた柔道大好きな少女。高校1年にしては心身共に幼い感じで、柔道をモチーフにした（架空の）アニメ作品「ヤワランジャー」を欠かさず見ており、功太郎からも「ヤワランジャー」「チビランジャー」などと呼ばれている。登校や外出においても、平気で柔道着のまま出歩く。第一女子柔道部に所属していたが、ある事件で功太郎と対峙した際、女子に手を出さない功太郎を投げ飛ばしたものの公衆の眼前でブラジャーを取られ、悪い空手家（功太郎のこと）に復讐するために空手を知りたいがため極端流空手部に入部する。しかし功太郎が柔道を始めたため、結局極端流柔道部で柔道をすることになる。名付け親の祖母フネによると三船久蔵にあやかって付けたため、名前の読みは正式には「キューゾウ」とのことだが、「役所で間違えられて『クミ』になった」という発言があり「クミ」が正式な名前となっているようである。天光寺ですら敬語を使う典善を「鹿斗くん」、伝説の武神とまで言われる百太郎を「モモちゃん先輩」、新宿一帯のチーマーから恐怖される春樹を「ハルちゃん」と呼ぶ怖いもの知らずな性格。三四郎に好意を持っており、彼をクビにした伊賀のことを嫌っていた。
鮫島 春樹（さめじま はるき）
鮫島敏樹の息子。通称「ハルちゃん」。幼少の頃より父の提唱する「実戦柔道」を叩き込まれ、中学時には第十三柔道部に所属していた。中学1年の時には全国中学校柔道大会を制するが、後に反則が露見し、タイトルを剥奪される。父親の前歴とその凶暴な戦い方への恐怖と嫌悪から顰蹙鮫（ひんしゅくざめ）と呼ばれるようになる。しかし試合相手の右腕を壊したことを悔やみ、父に対する反発から退部する。
新宿でチーマー200人の頭となっていたが、功太郎と野試合で一撃で撃破され、過去との決着をつけるため極端流の部員となる（校内予選初日と2日目の間）。ブランクのため、スタミナが続かないという致命的な欠点を抱え、百太郎との補欠決定戦において苦戦を強いられた。父親の柔道を忠実に受け継ぐ竜野との試合の中で自らが習ってきた「ぶっこわし柔道」が持つ本当の意味に気がつき、竜野に対して残心を実行して父との（不完全ながら）和解を果たし、極端流を退部し第十三柔道部に復帰した。父親への反発心から鮫島の苗字で呼ばれることを嫌う。功太郎はこのことを理由とした上での嫌がらせとして「負犬春樹」の名前でメンバー表を提出する。さすがに負犬選手と呼ばれるのは我慢ならず、実況放送では春樹選手と呼ばせていた。三四郎同様、柔道の知識が豊富で、父親の影響で古流柔術にも詳しい。異名の由来は「新宿鮫」。
渡瀬 麻由美（わたせ まゆみ）
第7部での長期欠席と救済措置としての宿題が不首尾に終わったことが原因となって留年して功太郎と共に4年生の春を迎える。美杉留美子の風紀委員新制服に反抗して、極端流柔道メンバーに加わる。三船フネの指導により、男子選手に引けを取らない力をつけるため寝技に重きを置いた高専柔道を習得する。
鹿斗 典善（しかと てんぜん）
功太郎と応援団が和解し、蛇骨会の件も区切りが付いたため、鶴ヶ峰学園に1年生として再入学して来た。さらに功太郎が柔道を始めたと聞きつけ、団体戦の選手としてあてにすると思われる天光寺と応援団の柔道高段者を襲撃し、自分を選手に選ぶようにしむける。そのくせ予選大会1回戦で百人拳を使ってギックリ腰になり、試合に出られなくなる。その後、合宿所になっていた三船家で飼い猫と同化していた。
後 百太郎（うしろの ももたろう）
典善が極端流に入部したため、後を追って入部してきたが、典善が試合に出られなくなったため正選手となる。正選手の座にこだわり、退院してきた天光寺を襲撃して再び病院に送り返したり、春樹と壮絶な補欠決定戦を繰り広げる。前述の通り柔道の経験がなく、とりあえず本で見た大外刈りしか技を知らない。しかし、大外刈りを発展させ様々な変化技を身につけ、更に正選手への執着心で向上していく。また勘違いから生まれた「立ったまま相手を空に向かって蹴り上げる『巴投げ』」という今までの柔道には無い必殺技を会得した。
加麻 常馬（かま どうま）
名前の通りカマドウマ。百太郎への嫌がらせとして、功太郎が捕まえてきて無理矢理部員にした。きちんと柔道着を着ている。2回戦の第十柔道部との試合2副将として参戦し、反則負け。その後逃げ出し“角”闘術クラブの鬼式に踏まれ絶命する。

### 極端流柔道部関係者
天光寺 輝彦（てんこうじ てるひこ）
第7部での長期欠席と救済措置としての宿題が不首尾に終わったことが原因となって留年。功太郎が極端流の戦力として迎えようとしたが、自分を引き入れさせようとした典善により全治一ヶ月の傷を負わされ入院。学内予選一日目の当日、退院してきて柔道二段の腕であることを明かしたが、正選手の立場を奪われることを恐れた百太郎に襲撃され負傷。更に、その現場を見て探偵気取りを始めた功太郎により何度も蹴られ、再び一ヶ月の入院となった。
稲森 狂死郎（いねもり きょうしろう）
宴会の場面などで少し登場。
三船 フネ（みふね フネ）
久三の祖母で、柔道の師範。柔道は赤帯の実力者で、武道について深い造詣と豊富な知識を有する。自宅の道場（元・町道場で今は弟子を取っていない）で合宿を始めた極端流部員の指導に当たる。指導者としても一流で、全くの素人であった麻由美でさえ、男子選手相手にひけをとらないまでに育て上げている。髪の色と髪型を除けば久三と瓜二つで、白髪を染め上げ髪型を同じくすれば外見上で見分けることは不可能な程に完全に久三に化けることが出来る。この特技を活かし、熱で寝込んだ久三に変わって初戦・2回戦に参戦。久三の復帰後は不正がばれないようにおたふくの仮面を被り、おたふく先生として解説、審判（準決勝主審、決勝副審）等に当たる。寝ぼけていたり他のことに気を取られていたりすることが多く、審判遂行にも支障をきたしていた。美男子が大好き（相撲の大ファンだったが、貴ノ花関が結婚したためファンをやめるなど）など年寄りらしからぬ言動も多い。久三に化けて出場した試合会場で伊賀と出会い一目惚れしてしまったため、美杉から煙たがられている。
鮫島 亜樹（さめじま あき）
鮫島敏樹の娘で春樹の姉。警視庁新宿花曲署（架空の警察署）防犯課所属の巡査長。柔道四段。非行に走った弟を更生させようと奔走していた。春樹同様、鮫島敏樹から実戦柔道を仕込まれており、初対面の久三をいきなり投げ飛ばすほどの実力者。極度の方向音痴。また極端な無口で、弟の春樹ですら年に数度しか声を聞くことがなく、功太郎に至っては「あ…」（「ありがとう」と言いかけて邪魔が入った）しか聞いていない。準決勝から副審を務め、功太郎のセクハラに何度も狙われる。
格安の家賃で「いわくつきのマンション」で暮らしている。
久三のママ
名前は不明。いかにも肝っ玉お母さんといった感じのどっしりとした体格で、久三とは全く似ていない。体格と同じく料理は何でも山盛り。自宅での合宿を「食事さえしっかり食べてくれれば」と快諾。功太郎がなまじ「食べきってしまう為」合宿中の食事は日々増量していった。
久三のパパ
名前は不明。髭が生えている以外は母親のフネ、娘の久三と瓜三つ。サラリーマンのようである。

### 第一柔道部
元々は校内有数の強豪部であったが、多古の入部時にそれまでの部員が全員やめてしまった。校内予選が団体戦のみのため、伊賀・多古の2名は全勝ながらももう一人のポイントゲッターがおらず、対外的には無名という悲運の柔道部。3人目のポイントゲッターとして美杉が参戦。正規の柔道部なのでシードで第2試合から。準決勝は顔文字軍団（クラブ名不明）に井伊を除き全勝の4勝1敗で決勝に進出。
伊賀 稔彦（いが としひこ）
鶴ヶ峰学園3年で、第一柔道部主将を1年から務める。7月7日生まれ。知る人ぞ知る全国レベルの実力者だが、校内予選は団体戦のみという対功太郎用いやがらせ規則のため常に予選で敗退し、全国大会に出場したことがない。「竜巻背負い」と呼ばれる超高速の一本背負いを得意とする。かつては三四郎と同様の弱気な性格だったが、功太郎と百太郎の決戦を契機にして弱気を克服。「このまま多古の悪行を見過ごすことは、多古を見捨てることである」と覚悟を決め、多古に対して決戦を挑み、多古とは親友となる。そのため、かつての自分に酷似している三四郎に目を掛けている。とても真面目で律儀な性格で、柔道を喧嘩に使うことを極端に嫌い、(異種格闘技戦も断っている)柔道技を柔道以外の目的に使うことを決して許さない。
鼻が悪いのか、その嗅覚は異常に鈍感。その鈍感な嗅覚が留美子に惚れられる最大の要因となる。ネーミングの由来は古賀稔彦。
多古 清海（たこ きよみ）
鶴ヶ峰学園3年で、第一柔道部副将を1年から務める。伊賀の親友。かつてはかなりの不良で、当初は喧嘩の隠れ蓑として第一柔道部を利用し、伊賀をいじめており、学園内の不良をほぼ制圧した。しかし功太郎と百太郎との伝説の戦いを見て覚悟を決めた伊賀に、完膚なきまでにたたきのめされ、更生して伊賀の親友となる。また伊賀にやられた傷が治った際、不良の延長でなく力試しとして百太郎に「ケンカで」挑んだ際に軽くあしらわれ、毛根が死滅するほど頭を撫でられハゲとなり、以後ケンカは止めて柔道一筋となった(この惨敗をきっかけに、百太郎以上の実力を持つコータローには近づく事すら止めた)。伊賀のような必殺技はないが、重量級らしいパワーと技術を基にして校内でも（伊賀を含めて）屈指の実力者であり、作中では三四郎との対戦で引き分けた以外はすべて勝ちを収めている。
美杉 留美子（みすぎ るみこ）
鶴ヶ峰学園3年で、第一女子柔道部主将。財閥の令嬢。高校女子柔道では不敗を誇り、試合時間が1分を超えたことがないことから「秒殺の女王」と呼ばれる。実は人間のものとは思えぬ凄まじい体臭の持ち主で、試合時間にして1分を過ぎると起こる発汗によって、屋外で周囲の人間数百人を悶絶させるという凄まじい威力となって発揮される。美女であることに反した、その凄まじい体臭は功太郎と典善のパンティ収集を二人揃って断念させたほど。このため、かつては実力で倒した相手からは「臭いが凄くて負けた」などと負けた言い訳をされた。美杉はそれを悔しく思い、そんな言い訳が通用しないように汗をかかずに一分以内で相手を倒す技と実力を身につけて「秒殺の女王」となった。そんな自分の体質を気にしない伊賀の鈍感極まりない臭覚と自分をはるかに上回る柔道の実力により伊賀を運命の相手と見定め、伊賀を全国大会に出場させるために色々と策謀を巡らせている。伊賀の方も美杉の柔道に対する真摯な態度に強い好意を抱いているのだが美杉自身は気づいていない。普段は令嬢らしく、語尾に「〜ですわ」を付けるお嬢様言葉を使うが、感情が高ぶると、俗に言うヤンキー言葉になる。猫アレルギー。
太刀根 コユリ（たちね こゆり）
第一女子柔道部3年。元第三女子レスリング部だったが美杉の金銭トレードで移籍。同性愛者であり、男装している。元はアマレス出身の「変態レズラー」。その変態振りはすさまじく、ありとあらゆる変態性欲をカバーする。人間離れした舌技などさまざまな変態的技巧を持ち、自分も女性なため女性の性感帯を知り尽くしており、相手を執拗に責めた揚句、レズの世界へ引きずり込む。その女性を感じさせる変態的技巧はレスリングおよび柔道の試合の中でも、審判にすら見破られない裏技として有効活用されている。だが、それを抜きにしたまともな勝負でも超人的なパワーと卓越した寝技技術を誇り、おおよそ作中において寝技ではフネを除けば右に出る者はいない。口癖は「きみの人生観を変えてあげる♥」。反面、落とした相手は従わせるのみであり、自己追求と言った行動は何ひとつ望まないため、後述の鈴子のように目指すべき目標を持つ者には振られることが多い。
美杉はこの特技に着目して、麻由美に恥をかかせるための刺客とした（自分に対して尊大な態度を取ったことへの仕返しのため）。結局真由美も寝技では勝つことは出来なかったが、奇襲攻撃十字背負いで一本を取られる。かなり不意打ち気味の技ではあったものの十字背負いが紛れもなく高専柔道の技であると分ると潔く負けを認めて変態行為を中断するという男前な一面を見せた（これはあくまでも真由美に対しての言葉であり、その後は居合わせた別の女子が代わりに犠牲となった）。
井伊 カガリ（いい かがり）
第7女子柔道部主将で、自称・美杉留美子のライバル（別名・クレームの達人）。全中女子48kg級準優勝者。美杉に言い掛かりをつけ、再戦を果たそうとした所を太刀根の餌食となり、愛人1号とされて第一柔道部の5人目の選手となる。名前の通り言い掛りが（つけるのもつけられるのも）多い。試合出場時は常に、太刀根の愛撫によりヘロヘロで決勝までは全ての試合に負けているが、決勝のみ偶然ではあるが百太郎相手に一本勝ちを収める。

### 第十三柔道部
通称「第十三"ケンカ"柔道部」または「第十三"ぶっこわし"柔道部」。顧問の鮫島が提唱する「武道としての柔道」を実行し、当て身等を利用した裏技（ばれれば反則だがばれないように行う）を利用しながら、対戦相手は全て病院送りとする。その信念通り準決勝まで全ての対戦相手を病院送りにして勝ち進む。極端流との準決勝において2勝3敗で敗退。
醍醐 大悟（だいご ひろさと）
鶴ヶ峰学園新入生。海老中学3年の時に78kg超級でオール一本勝ちで優勝。体重160kg。美杉の裏工作によって伊賀、多古に続く第3の実力者として第一柔道部に入部する。しかし中学時代の実績により慢心しており、ろくに練習もしないでタバコを吸い、柔道よりも不良として学内制覇を目指しているような状態であった。しかし彼の最も誇るべきは、骨折しようと何度叩きのめされようと屈しない、勝負に対する執念であり、それは慢心の中でも失われておらず、それに対しては三四郎も尊敬の意を表していた。当初は三四郎をパシリとして馬鹿にし、功太郎との衝突にあたってリンチにかけたが、結果として彼の「無敵」状態を目覚めさせてしまい山嵐により投げられて気絶。更に功太郎にも裏当ての一撃で敗れ、侮っていた伊賀にも何度も投げられ、完膚なきまでに敗北する。その雪辱を誓って第十三柔道部に移籍。三四郎の「柔よく剛を制す」に対して自らの信念「剛よく柔を断つ」（「柔よく剛を制す」の逆）を突き通すためひたすら修練を続け、その気概を認めた鮫島から幻の技「天狗投げ」を伝授された。準々決勝ではその天狗投げにより対戦相手を下し、その存在を三四郎に見せつける。準決勝で三四郎と対戦し山嵐によって敗れた。単なる「柔よく剛を制す」「剛よく柔を断つ」ではなく武道の理想である「剛柔一体」をある程度体現した三四郎をパシリでもなく復讐の相手でもなく「努力して倒すべき良きライバル」として認め、更なる精進を誓う。
鮫島 敏樹（さめじま としき）
第十三柔道部の顧問教師兼コーチ。鮫島亜希と春樹の父。かつてオリンピック代表選手候補だったが選考会の決勝で反則負けをした。
また、春樹が乳児だったころ偶然に出会った包丁を持った危険人物を取り押さえた。しかし取り押さえたあとで油断してしまい、相手から目を切ったことで妻が自分をかばって殺害されてしまった。このことがあってから本当の意味での武道としての柔道を追求する道を歩むことになる。ルールすら無視して相手を倒すことを追求した、良く言えば実戦的、悪く言えばケンカ的な「ぶっこわし柔道」を提唱し、部員達を非常に厳しく指導する。竜野を除く部員達には影で鬼鮫（おにざめ）と呼ばれている。長年の研究から天神真楊流の二つの天狗勝を組み合わせ、天狗投げを復活させ（あくまで作者が考えた天狗投げであって実際の天狗投げは不明）、醍醐に伝授した。
竜野 真悟（たつの しんご）
第十三柔道部主将で3年。中学1年のときの全中柔道大会初戦で春樹に腕を折られ、その柔道に感銘を受け鶴ヶ峰に転校。鮫島敏樹を師範と呼び、心酔しその技を最も忠実に踏襲している。そのため、鮫島の息子で長年指導を受けて来ながら反発して部を辞めた春樹に激しい対抗意識を持っている。準決勝において判定で試合に負けた後の裏技によって勝負に勝とうとするも、「最悪の場合でも生き残る手段としての武道」という鮫島敏樹の言葉を実践し残心を実行した春樹に勝負も負ける。試合結果は技あり二本の合わせ一本。
野村（のむら）
練習試合で三四郎の相手。中量級。功太郎に顔にいたずら書きをされ、恐怖を感じなくなった三四郎に破れる。
阿津見（あづみ）
校内予選初日は（恐らく先鋒で）レギュラーとして出場。試合終了後、功太郎に絡まれケンカを売るが負け、竜野にボコボコにされる。部内での代表戦を醍醐と戦い天狗投げを受けて負け、レギュラーを離脱。
丸山 貫一（まるやま かんいち）
次鋒。3年。パワーで相手を後方に追い込んで倒すのが得意。同時に肘であばらを砕く。チヨ & アキのゴシップ解説に久三が固まったところを顔面から叩き付けようとして、助けに入った春樹に顔を蹴られ久三に反則がとられ勝利。ただし病院送りとなった。
来間 周作（くるま しゅうさく）
中堅。3年。フルコンタクト空手出身。そのため裏技の威力が違う。しかし対戦相手が空手のエキスパート百太郎だったために、完全反則の打撃攻撃も効かずに終わる（百太郎の要請により反則は取られず）。百太郎第6の必殺技巴投げ（ただし、百太郎が参考にしていた入門書のさし絵が校正ミスで横向きになっていたため、寝転がらず立ったまま、前蹴りで相手を跳ね上げて、無理矢理後ろに投げる形となった）に破れ病院送りとなる。救急車に運び込まれる際に指を伊達に折られる。ネーミングの由来は柔道一直線の車周作。
伊達 治（だて おさむ）
副将。3年。元々はサンボの選手で関節技を得意とする（入部したての頃、既に先輩の脚を破壊）。そして関節の壊れる音と相手の悲鳴を聞くのが大好きな変態サディストで竜野以上の危険人物。一見、友人想いに見えて、師範からの説教が増えるからと負けて救急車に運び込まれる来間の指を折っている。阿津見とは中学の頃からの友人で、彼なりに仇討ちで功太郎と対戦することになるが、得意の足関節技を破られ、逆にスピニング・トー・ホールドを決められる。ただし試合は功太郎の反則によって勝利。試合終了後狸寝入りを見破られ顔面攻撃を受け病院送りに。

### 帝國柔道部
前年度優勝の学校代表のため、シードで2日目の準々決勝からの参戦。極端流と対戦し0勝4敗および買収後のサドンデス敗北により敗退。
帝 真紅郎（みかど しんくろう）
帝國柔道部主将。コンピューター関連ではソフト・ハード共に国内最大手である「ミカド・エレトロニクス・コーポレーション」の御曹司。頭が悪いため「バカボン」と呼ばれているが、柔道の実力は相当な物で、伊賀に苦戦を強いた。鬱陶しい長髪が特徴で、その髪を跳ね上げるのが癖であり、部員たちにも同様の長髪をさせている。前年の校内予選で、団体戦としては第一柔道部に勝ったが自身は伊賀に敗れたため、打倒・伊賀を目指して伊賀の情報収集に励み、会社の技術で作り上げたバーチャル・ランドリ等を使い修行を行う。先鋒から3連敗を喫し帝國柔道部の敗退が決まったところで、鈴木に時間稼ぎをさせて「貯金箱」（巨大ヘリコプター）を呼び集め、観客全員を買収。帝自身の5人勝ち抜け戦を提案するが、功太郎の提案によりサドンデスに変更。三四郎と対戦することになる。いくら技をかけても決まらない三四郎との試合に強敵との試合の面白さを思い出し、死力を尽くして戦うが、山嵐により破れる。その後、データ収集のために今度は三四郎の周りをうろつくことに。決勝戦では副審を務める。
葉町 安男（はまち やすお）
先鋒。昨年度インターハイ中量級チャンピオン。移籍金1億で北海道の高校より転校。久三と対戦。得意の連続攻撃をしのがれ、球車で一本を取られ破れる。
山木 勝夫（やまき かつお）
次鋒。昨年度の高校柔道選手権覇者。高額な移籍金で鶴学に。中学時代の春樹の試合に感銘を受け、ラフファイトを得意とする選手となった。しかし対戦する事となった春樹は昔のような裏技は使わず正当な攻めを行い、燕返から小内刈りの連続技で一本を取られ破れる。
青柳 魁（あおやぎ かい）
中堅。昨年度の高校柔道選手権準優勝。高額な移籍金で鶴学に。寝技のスペシャリスト。しかし高専柔道の修行を積んだ麻由美の横三角絞めで一本を取られ敗北。
鈴木 保並（すずき やすなみ）
副将。ミカド製のコンピューターで状況分析・結果予想を行う。掛け逃げのスペシャリスト。その力を遺憾なく発揮し、相手に指導を与え続け合わせて注意まで追いつめたが、時間ギリギリに大外巻き込みで一本を取られ破れる。しかし帝から与えられた彼の仕事は時間を稼ぐことであり、その役目は十分に果たした。

### 第一女子柔道部
梨元 チヨ（なしもと チヨ）、鬼沢 アキ（おにざわ アキ）
当初は第一女子柔道部所属で、三船久三の友人その1、その2的な扱いだったが、美杉と伊賀の秘密練習を覗こうとしたり久三と三四郎の仲を詮索したりするうちに芸能リポーター的な要素が強くなり、最終的に放送部にスカウトされて（この時点でフルネームが付いた）校内予選の実況放送を担当するようになった。

### A・レスリングクラブ
正式名称はアーム・レスリングクラブ。その名の通り腕相撲部。全員が中学での柔道経験者。極端流柔道部初戦の相手で、全員がいい加減な名前。2勝2敗1引分け、代表戦負けで敗北。
只野 栄（ただの えい）
先鋒。久三に化けたフネに隅落としで3秒で破れる。
次野（つぎの）
次鋒。無敵コマンドを入力失敗し気絶した三四郎に不戦勝。
蜂高（はちこう）
中堅。麻由美に背負い投げで一本負け（麻由美はこの試合で指導を2回うけ注意に）。
亜戸賀 内造（あとが ないぞう）
副将。百人拳を使った典善がぎっくり腰で棄権し、勝利。
祭互乃 千志（さいごの せんし）
大将。ベンチプレス200キロを上げる怪力の持ち主だが、功太郎に腕相撲を挑まれて負ける。試合は両者反則の引き分け。代表戦で三四郎と戦い、体落としを交わした小外刈りで一本取られ敗北。三四郎が試合で初めて一本を取った相手となる（本来棄権負けした人間は代表戦に出られないが、三四郎の感涙に審判も心打たれ咎められず）。

### "角"闘術クラブ
相撲部。2回戦は第十一柔道部にオール一本勝ち。3回戦で極端流と当たり、1勝3敗1分で敗退。
鬼式 二九丸（おにしき にくまる）
先鋒。体重290kgの巨漢。加麻常馬を踏みつぶしたために功太郎から恨みを買い、先鋒として出てきた功太郎と対戦。押し相撲だけが取り柄だが、功太郎に押し負け河津掛けで倒され、功太郎の反則負け（柔道で河津掛けは反則）。試合に勝って相撲に負ける。
出羽 文治郎（でわ ぶんじろう）
次鋒。身長2メートル22センチの巨身で圧倒的なリーチを誇る。百太郎と対戦。二丁投げ（相撲の技。柔道の大外刈りとほぼ同じ）を大外刈りで返され破れる。
大野 海（おおの かい）
中堅。麻由美と対戦。相撲ではあり得ない寝技の攻防に引き込まれ、上四方固めによって一本目前まで押さえつけられるが、麻由美の胸に押さえつけられている状態に嫉妬した太刀根が乱入したため、無効試合になり引き分け。
副将
名前不明。久三と対戦し、浮き落としで秒殺される。
布袋 勝治（ほてい かつじ）
大将。身長178cm体重85kg。非常ににこやかな顔をしているが怒るとだまし絵のような怒り顔に豹変する。2回戦、呼び戻し（仏壇返し）で一本。3回線は三四郎と対戦。呼び戻しで技ありを取るが、奥の手であった一本背負いを猫柳で返され、組合になったところ山嵐で一本取られる。三四郎が意識ある状態で初めて山嵐を決めた人物。

### T・L・W同好会
正式名称はツルガミネ・レディース・レスリング同好会。名前からプロレス同好会のように思われ勝ちだが、アマチュアレスリングの同好会。しかしキューティー以外のメンバーはヒールレスラーの用なメイクをして入場している。初戦でラグビー部、2回戦で第二柔道部を破るも3回戦で1勝4敗で第一柔道部に敗れる。
久亭 鈴子（きゅうてい りんこ）
T・L・W同好会々長。キューティ鈴子のニックネーム（リングネーム?）を持ち、女子プロレスラーのようなパフォーマンスで登場するが、れっきとしたアマレスの実力者。普段の興行ではファイナルを務めるが、柔道大会では他の選手がメイクを落とすのに時間がかかるため先鋒。初戦、2回戦はタックルで一本勝ち。3回戦で太刀根と対戦し、寝技の最中の変態行為によって落とされ判定負け。井伊に続き太刀根の愛人2号となり、第一柔道部の軍門に下る。出稽古にきた久三（に化けたフネ）に前三角絞めで負けたことをきっかけに太刀根の元を去る。ネーミングの由来はキューティー鈴木。

### ニャンパラ
三船家で飼われている猫達。実際に作者の仕事場で飼われている猫でもある。
ゾロ
オス。最も古くからいる「御大」でミラ以外の全ての猫の父親。唯一外出が許されている。2007年1月逝去。
ミラ
メス。ゾロの模様を鏡に映したような模様だったことから「ミラー」より「ミラ」。以下の全ての猫達の母親。ゾロの跡を追うかのようにゾロの死から１ヶ月後に死去。
ティー
オス。正式名は「ティーバック」で顔の模様から。略して「ティー」。子猫達の中で最初に生まれた。わがままなボン。
ズモー
オス。牛に似た模様だったため「モー」と名付けられたのがいつの間にか「ズモー」に。非常に鈍い様子が愛らしく、実物も人気があるようで、カイロ代わりとして試合会場に連れてこられるなど、漫画への登場もダントツで多い。作中では語尾に「モ」を付けて喋る。何故か母親・ミラには嫌われている。
ミラモ
メス。ミラに似ていることからミラもどきを略して「ミラモ」。非常に人見知りが激しい。
ミラニ
メス。ミラに似ているから「ミラニ」。犬っぽい性格ですぐ物をどこかに運ぶため「運び屋」とも呼ばれる。
オチョチョ
メス。スペイン語の「チョチョリーナ」（かわいこちゃん）から。一匹だけ見事な長毛。

### その他
加山
海老中出身の不良で、中学のときから醍醐の手下をしている。極端流道場跡地で三四郎をいじめていたところを功太郎に出会い、ナイフを使い襲いかかるも軽くあしらわれ、失禁する。このことを根に持って、久三をさらって夜の道場に功太郎を呼び出した際にはイチジク浣腸を持参している。この呼び出し事件後、功太郎によって応援団に売られるが、ちょくちょく応援団を脱走してサボり、結果としてセッキョーを喰らっている。バックレの加山として中学では有名だったらしい。
鱈子 二郎（たらこ じろう）
鶴ヶ峰学園生徒会々長。兄であり先代生徒会長である一郎に心酔しており、あらゆる面で兄を継承しようとしている。そのため彼自身はタラコクチビルではないがわざわざ「付け唇」なる物まで作って外見を似せ、ギャグのセンスもそっくりである（意図的に似せているのか地なのかは不明）。功太郎へのいやがらも継承している。生徒「会長」と「怪鳥」をひっかけて、鳥の扮装で登場することがある。美杉に高飛びを依頼し宇宙まで飛ばされていたが、スペースシャトルで会場に突進して帰還。このため大会2日目は一週間延長されることとなった。生徒会長直属の裏の実行部隊「タラコ親衛隊」（付け唇着用）を従える。
主審
名前は不明。極端流の試合で主審を務める眼鏡をかけたおじさん。最初はまともな審判であったが、功太郎の度重なる逸脱行為に腹を立て、何かに付けて極端流を負けにしようとするが、副審に咎められ渋々公正な審判を下す。準決勝の先鋒の試合において三四郎が一本を取ったところで最早我慢の限界と勝者宣告をせずに逃げ出す。
団栗 小郎（どんぐり ころう）
講道館柔道八段、師範、赤帯。百太郎が序盤から愛読している柔道入門書「ドングリくんのじゅう道教室」の著者。なお、伊賀も子供の頃からこの本を愛読していた。フネの昔の道場仲間で、決勝戦の主審として呼ばれた。かなりの高齢のはずだが、身長・喋り方・動作等は小学生の様。

## コータローまかりとおる! L
功太郎以下、以前からの登場人物に付いては上記を参照のこと。
新堂 功流美（しんどう くるみ）
功太郎の母親であるくノ一で、功太郎をあしらえる程の実力を持つ。
母やおばさんと言った類いの言葉で呼ばれることを極端に嫌い、呼んだ相手には容赦ない。年齢を感じさせない若々しさに長髪、傍若無人で男好き、気に入った男の下着を強奪するなど、容姿・性格・行動全てが息子と似ている。忍術で骨格から変化させることで他人そっくりに化けることが可能。その技はもっぱら麻由美の姿を利用し一時麻由美が校内男子下着泥棒として取り調べを受けるほどに素人では見分けがつかない。功太郎の局部に興味を抱き、麻由美に化けて無理やり咥えたこともあった。
夫の勘太郎は入り婿で、「新堂」は彼女の実家の姓。父方か母方かは不明だが、功太郎から見て祖父に当たる人物の1人が「金太郎」。真偽は不明ながら万川集海にも名を記された忍者「新堂の小太郎」の子孫?!
トビー・ケイトー
アメリカ出身の忍者で、非常に成績優秀で、冷徹な性格をしている。非常に生真面目で、任務に不要なものは全て切り捨てるようにしているが、心の奥には強者との戦いを望む心がある。ネーミングの由来は飛び加藤。
シーノ・タッカー
アメリカ出身のくノ一で、縄のスペシャリスト。かなり抜けた所があり無線を切っていたがために逃げ遅れ、功太郎達の人質となる。

## 反響

### 特定のキャラクターに対する反響・評価
ライターの森瀬繚はアダルトゲーム雑誌「メガストア」に連載したコラムの年表の中で、本作のヒロインである渡瀬麻由美を「こうるさい風紀委員ヒロイン」の嚆矢だとしている。